# Коломийці (чумаки)
Коломийці, коломійці — відома з джерел кінця XVII — 1-ї половини XVIII століть назва підприємців, подібних до чумаків, які возили сіль із солеварень Підкарпаття (зокрема, з Коломийського повіту) до Наддніпрянської України. 
На великий віз коломийці навантажували до 5 тисяч топок (конічних грудок) солі. 
Гурти коломийців очолювали старші або отамани. 